# Olena Zjos
Olena Zjos (ukrainisch Олена Цьось, englische Transkription Olena Tsyos; * 9. Mai 1990 in Luzk) ist eine ehemalige ukrainische Bahnradsportlerin.

## Sportliche Laufbahn
2011 errang Olena Zjos gemeinsam mit Ljubow Schulika bei den Bahn-Europameisterschaften in Apeldoorn die Silbermedaille im Teamsprint. Bei den Olympischen Spielen 2012 in London belegte sie gemeinsam mit Schulika Rang vier, ebenfalls im Teamsprint. 2013 und 2014 wurde sie nationale Meister im 500-Meter-Zeitfahren und 2014 mit Schulika zudem im Teamsprint. Anschließend beendete sie ihre Radsportlaufbahn.

## Erfolge
2011
- Europameisterschaft – Teamsprint (mit Ljubow Schulika)

2013
- Ukrainische Meisterin – 500-Meter-Zeitfahren

2014
- Ukrainische Meisterin – 500-Meter-Zeitfahren, Sprint, Teamsprint (mit Ljubow Schulika)